# البرسرادا
البرسرادا (به آلمانی: Albersroda) یک منطقهٔ مسکونی در آلمان است که در Steigra واقع شده‌است.

## خصوصیات
البرسرادا ۱۳٫۵۸ کیلومترمربع مساحت دارد ۱۴۸ متر بالاتر از سطح دریا واقع شده‌است.